# Rio Branco Atlético Clube
Maillots
Le Rio Branco Atlético Clube est un club brésilien de football basé à Vitória dans l'état d'Espírito Santo. Fondé en 21 juin 1913, le Rio Branco est le deuxième club de football plus ancien de Vitória. C'est le club les plus titrés de l'Espírito Santo.

## Palmarès
- Championnat de l'Espírito Santo de football (38)
  - Champion : 1918, 1919, 1921, 1924, 1929, 1930, 1934, 1935, 1936, 1937, 1938, 1939, 1941, 1942, 1945, 1946, 1947, 1949, 1951, 1957, 1958, 1959, 1962, 1963, 1966, 1968, 1969, 1970, 1971, 1973, 1975, 1978, 1982, 1983, 1985, 2010, 2015, 2024